# Emery Jones Jr.
Emery Jones Jr. (Plaquemine, 5 marzo 2004) è un giocatore di football americano statunitense che milita nel ruolo di offensive tackle per i Baltimore Ravens della National Football League (NFL).

## Carriera universitaria
Nella sua prima stagione a LSU nel 2022, Jones divenne titolare dopo due partite, giocando accanto a Will Campbell. Chiuse l’annata con 14 presenze, di cui 2 come titolare, venendo nominato Freshman All-American e inserito nella formazione ideale dei debuttanti della Southeastern Conference (SEC). Nel 2023 disputò 12 partite come titolare, venendo inserito nella seconda formazione ideale della SEC. Prima della stagione 2024 fu nominato uno dei migliori dieci tackle nel college football da Pro Football Focus (PFF). Il 12 dicembre 2024 annunciò che sarebbe passato tra i professionisti.

## Carriera professionistica

### Baltimore Ravens
Jones fu scelto nel corso del terzo giro (91º assoluto) del Draft NFL 2025 dai Baltimore Ravens.